# 贺庆积
贺庆积（1909年—1998年），中国人民解放军将领、中国人民解放军开国少将。
1955年，担任辽宁省军区司令员。1955年，授予中国人民解放军少将。